# Desognaphosa homerule
Desognaphosa homerule is een spinnensoort uit de familie Trochanteriidae. De soort komt voor in Queensland.